# Attentatet i Saint-Jean-sur-Richelieu 2014
Attentatet i Saint-Jean-sur-Richelieu 2014 var ett attentat mot två kanadensiska soldater på allmän plats den 20 oktober 2014 i Saint-Jean-sur-Richelieu. Gärningsmannen Martin Couture-Rouleau spanade två timmar sittande i sitt fordon på en parkeringsplats innan han körde över två kanadensiska soldater. Soldat Patrice Vincent avled av tillfogade sår medan den andra soldaten överlevde sina sår. Polisen jagade gärningsmannen som under biljakten ringde larmnumret då han förklarade att han utfört sin attack i Allahs namn. Gärningsmannen förlorade herraväldet över sitt fordon som voltade, polisen öppnade eld och träffade gärningsmannen som avled på sjukhuset samma kväll.